# Brabham BT22
Pour les articles homonymes, voir Brabham.
Chronologie des modèles
Brabham BT20 Brabham BT23B
La Brabham BT22 est une monoplace construite par Brabham Racing Organisation et engagée en Formule Tasmane pendant l'année 1966.